# Кріс Греттон
Кріс Греттон (англ. Chris Gratton, нар. 5 липня 1975, Брантфорд) — колишній канадський хокеїст, що грав на позиції центрального нападника. Грав за збірну команду Канади.
Провів понад тисячу матчів у Національній хокейній лізі. 

## Ігрова кар'єра
Хокейну кар'єру розпочав 1991 року.
1993 року був обраний на драфті НХЛ під 3-м загальним номером командою «Тампа-Бей Лайтнінг». 
Протягом професійної клубної ігрової кар'єри, що тривала 17 років, захищав кольори команд «Тампа-Бей Лайтнінг», «Філадельфія Флаєрс», «Баффало Сейбрс», «Фінікс Койотс», «Колорадо Аваланч», «Флорида Пантерс» та «Колумбус Блю-Джекетс».
Загалом провів 1132 матчі в НХЛ, включаючи 40 ігор плей-оф Кубка Стенлі.
Виступав за збірну Канади.

## Нагороди та досягнення
- Чемпіон світу молодіжного чемпіонату світу 1993.
- Чемпіон світу 1997.

## Статистика

### Клубні виступи
| Сезон        | Клуб                   | Ліга         | Регулярний сезон | Регулярний сезон | Регулярний сезон | Регулярний сезон | Регулярний сезон | Плей-оф | Плей-оф | Плей-оф | Плей-оф | Плей-оф |
| Сезон        | Клуб                   | Ліга         | І                | Г                | П                | О                | ШХ               | І       | Г       | П       | О       | ШХ      |
| ------------ | ---------------------- | ------------ | ---------------- | ---------------- | ---------------- | ---------------- | ---------------- | ------- | ------- | ------- | ------- | ------- |
| 1991–92      | «Кінгстон Фронтенакс»  | ОХЛ          | 62               | 27               | 39               | 66               | 37               | —       | —       | —       | —       | —       |
| 1992–93      | «Кінгстон Фронтенакс»  | ОХЛ          | 58               | 55               | 54               | 109              | 125              | 16      | 11      | 18      | 29      | 42      |
| 1993–94      | «Тампа-Бей Лайтнінг»   | НХЛ          | 84               | 13               | 29               | 42               | 123              | —       | —       | —       | —       | —       |
| 1994–95      | «Тампа-Бей Лайтнінг»   | НХЛ          | 46               | 7                | 20               | 27               | 89               | —       | —       | —       | —       | —       |
| 1995–96      | «Тампа-Бей Лайтнінг»   | НХЛ          | 82               | 17               | 21               | 38               | 105              | 6       | 0       | 2       | 2       | 27      |
| 1996–97      | «Тампа-Бей Лайтнінг»   | НХЛ          | 82               | 30               | 32               | 62               | 201              | —       | —       | —       | —       | —       |
| 1997–98      | «Філадельфія Флаєрс»   | НХЛ          | 82               | 22               | 40               | 62               | 159              | 5       | 2       | 0       | 2       | 10      |
| 1998–99      | «Філадельфія Флаєрс»   | НХЛ          | 26               | 1                | 7                | 8                | 41               | —       | —       | —       | —       | —       |
| 1998–99      | «Тампа-Бей Лайтнінг»   | НХЛ          | 52               | 7                | 19               | 26               | 102              | —       | —       | —       | —       | —       |
| 1999–00      | «Тампа-Бей Лайтнінг»   | НХЛ          | 58               | 14               | 27               | 41               | 121              | —       | —       | —       | —       | —       |
| 1999–00      | «Баффало Сейбрс»       | НХЛ          | 14               | 1                | 7                | 8                | 15               | 5       | 0       | 1       | 1       | 4       |
| 2000–01      | «Баффало Сейбрс»       | НХЛ          | 82               | 19               | 21               | 40               | 102              | 13      | 6       | 4       | 10      | 14      |
| 2001–02      | «Баффало Сейбрс»       | НХЛ          | 82               | 15               | 24               | 39               | 75               | —       | —       | —       | —       | —       |
| 2002–03      | «Баффало Сейбрс»       | НХЛ          | 66               | 15               | 29               | 44               | 86               | —       | —       | —       | —       | —       |
| 2002–03      | «Фінікс Койотс»        | НХЛ          | 14               | 0                | 1                | 1                | 21               | —       | —       | —       | —       | —       |
| 2003–04      | «Фінікс Койотс»        | НХЛ          | 68               | 11               | 18               | 29               | 93               | —       | —       | —       | —       | —       |
| 2003–04      | «Колорадо Аваланч»     | НХЛ          | 13               | 2                | 1                | 3                | 18               | 11      | 0       | 0       | 0       | 27      |
| 2005–06      | «Флорида Пантерс»      | НХЛ          | 76               | 17               | 22               | 39               | 104              | —       | —       | —       | —       | —       |
| 2006–07      | «Флорида Пантерс»      | НХЛ          | 81               | 13               | 22               | 35               | 94               | —       | —       | —       | —       | —       |
| 2007–08      | «Тампа-Бей Лайтнінг»   | НХЛ          | 60               | 10               | 11               | 21               | 77               | —       | —       | —       | —       | —       |
| 2008–09      | «Тампа-Бей Лайтнінг»   | НХЛ          | 18               | 0                | 2                | 2                | 10               | —       | —       | —       | —       | —       |
| 2008–09      | «Норфолк Едміралс»     | АХЛ          | 24               | 3                | 12               | 15               | 8                | —       | —       | —       | —       | —       |
| 2008–09      | «Колумбус Блю-Джекетс» | НХЛ          | 6                | 0                | 1                | 1                | 2                | —       | —       | —       | —       | —       |
| Усього в НХЛ | Усього в НХЛ           | Усього в НХЛ | 1,092            | 214              | 354              | 568              | 1,638            | 40      | 8       | 7       | 15      | 82      |
| Усього в ОХЛ | Усього в ОХЛ           | Усього в ОХЛ | 120              | 82               | 93               | 175              | 162              | 16      | 11      | 18      | 29      | 42      |